# Speak of Jah
Speak of Jah – dwudziesty szósty album studyjny Sizzli, jamajskiego wykonawcy muzyki reggae i dancehall.
Płyta została wydana 24 lutego 2004 roku przez niewielką niemiecką wytwórnię Bogalusa Records. Znalazła się na niej kompilacja najnowszych singli Sizzli. Produkcją całości zajęli się Kemar "Flava" McGregor oraz Ingo Kleinhammer.
10 kwietnia 2004 roku album osiągnął 15. miejsce w cotygodniowym zestawieniu najlepszych albumów reggae magazynu Billboard (było to jego jedyne notowanie na liście).

## Lista utworów
1. "Fight Against the Youth"
2. "Give Thanks To Jah"
3. "Teach the Little Children"
4. "Speak of Jah"
5. "Somehow"
6. "Dem Ago Suffer"
7. "Vision"
8. "Love & Affection
9. "The Girls Dem"
10. "Freedom"
11. "Somehow (remix)"
12. "Right Road"
13. "Couldn't Come Among Us"